# Heligón

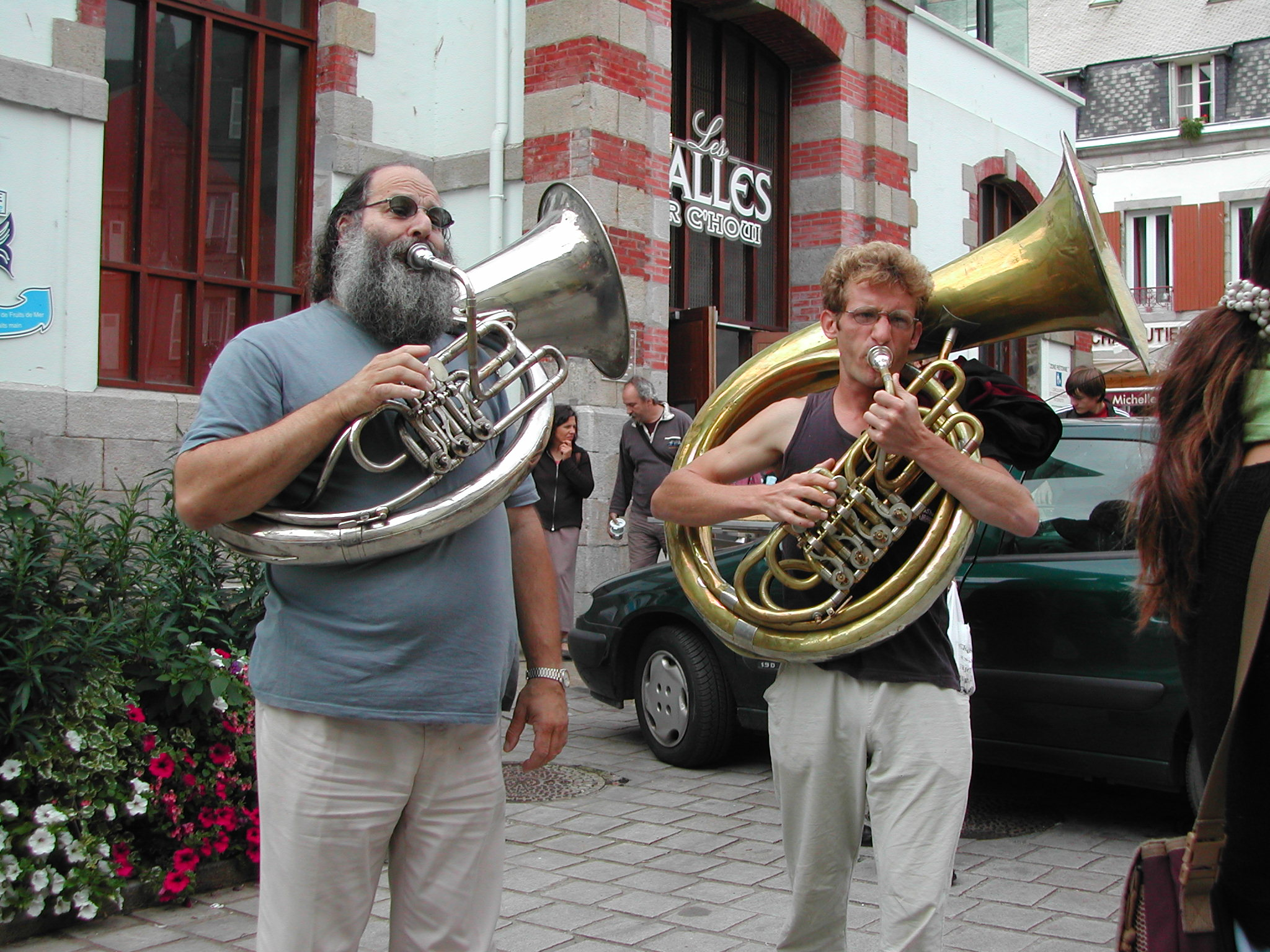
Hráči na heligón

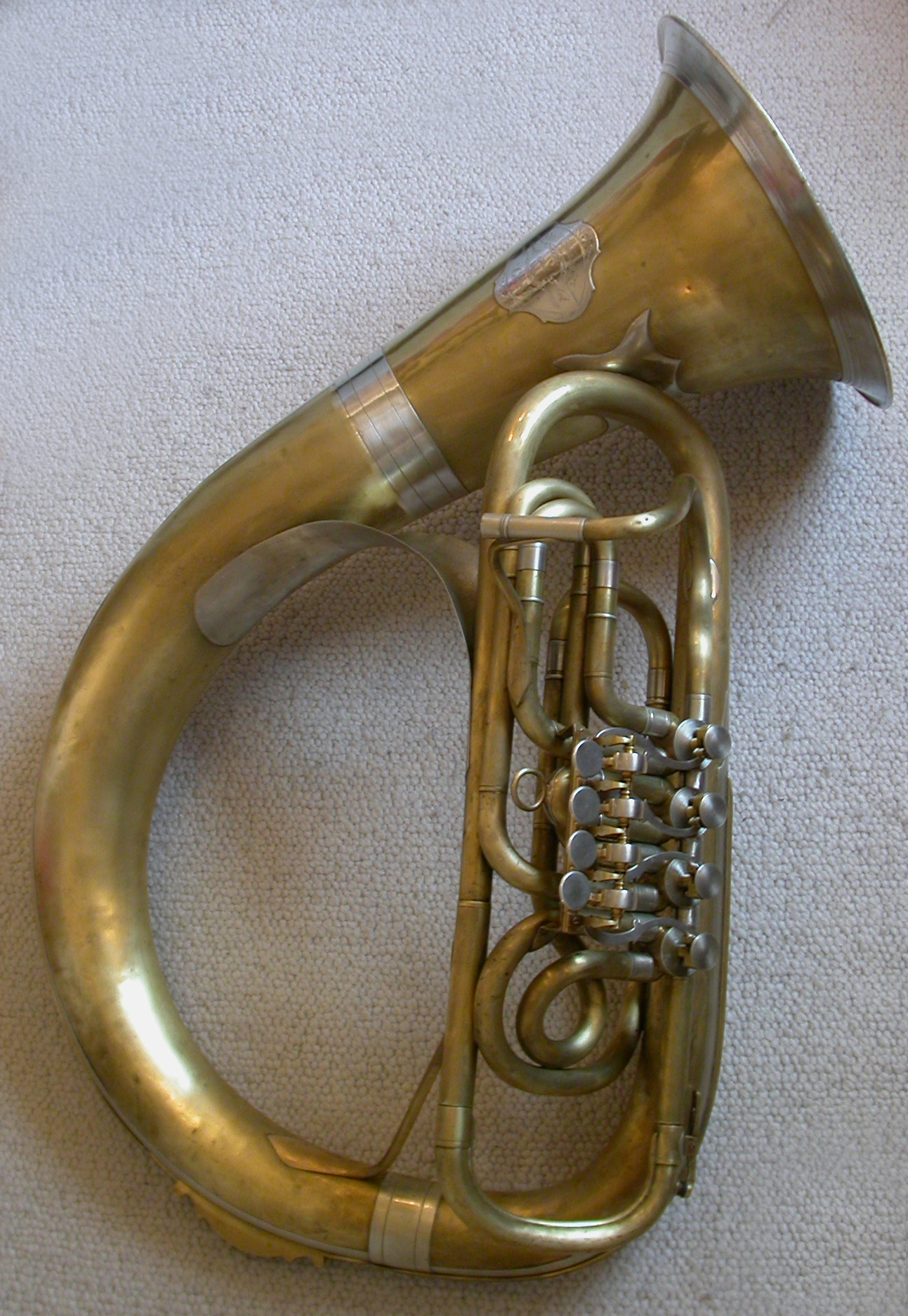
Heligón

Heligón nebo helikón je žesťový dechový nástroj, který vznikl z tuby vytočením její ozvučníkové části tak, aby spočívala na rameni hráče. Tím pádem je heligón nedocenitelný při hře v pochodu, neboť tuba je pro svou hmotnost a rozměry pro hru v pochodu vysoce nepraktická.
Heligón se staví ve dvou základních provedeních, a to menší v F ladění (použitelný rozsah H1-f1) a větší B ladění (použitelný rozsah F1-malé b). Mimoto existují i deriváty, např. heligón v C nebo Es ladění.
V hluboké poloze je tón heligónu velmi sytý a tvrdý, ve vyšší poloze naopak měkký a blíží se charakterem např. barytonu. Výhodou vyplývající ze stavby nástroje je to, že zvuk na rozdíl od tuby nejde vzhůru, ale vhodným natočením hráče jej lze směrovat přímo k posluchačům.
Heligón je v současné době na markantním ústupu a mnoho dechových kapel používá výhradně tuby.[zdroj?] Důvodem může být to, že většina učitelů a dirigentů preferuje měkký tón tuby oproti dosti tvrdému (i když též sytému) tónu heligónu.[zdroj?]
V České republice vyrábí heligóny továrna V. F. Červený a nabízí je pod sortimentem firmy Amati Kraslice. Cena heligónu se pohybuje kolem 80 000 Kč.
Příbuzným nástrojem heligónu je pak v zámoří používaný suzafon. Jeho tón je ještě tvrdší než tón heligónu, a je i ostřejší a průraznější.